# Lodovico Costa della Trinità
Francesco Lodovico Costa della Trinità (Torino, 17 febbraio 1699 – Pinerolo, 1772) è stato un politico e militare italiano, ufficiale veterano della guerra di successione austriaca, tra il 1763 e il 1767 ricoprì la carica di Viceré, luogotenente e capitano generale del Regno di Sardegna.

## Biografia
Nacque a Torino il 17 febbraio 1699, all’interno di una nobile famiglia, figlio di Girolamo Maria conte della Trinità e di Luisa Maria Vittoria Solaro della Chiusa. Suo fratello Vittorio Amedeo Costa della Trinità era stato Viceré di Sardegna. Entrato come cavaliere nell’Ordine di Malta professando i voti, con dispensa paterna data la minore età, il 30 giugno 1709, prestò servizio come ufficiale sulle galere da guerra dell’ordine gerosolimitano. Entrato nell’Armata Sarda partecipò alla guerra di successione austriaca venendo promosso tenente colonnello il 25 febbraio 1745, grado che divenne effettivo il 5 marzo 1747. Colonnello del Reggimento Dragoni del Piemonte il 28 ottobre 1748, fu promosso brigadiere generale il 26 febbraio 1757, e maggiore generale. Trasferito ai Dragoni del Genevese il 5 gennaio 1763, fu nominato Viceré, Luogotenente e Capitano Generale del Regno di Sardegna il 30 luglio dello stesso anno, ricoprendo tale incarico fino al 4 settembre 1767. Durante il suo mandato riorganizzò le università di Sassari e di Cagliari, promosse l’introduzione e la diffusione della lingua italiana nell’amministrazione statale, e riformò coltivazione e il commercio di tabacco e cereali. Inoltre si impegnò fortemente a contrastare le incursioni dei corsari barbareschi contro le coste della Sardegna, utilizzando i capitani e le galee dell’ordine di Malta.
Nominato governatore di Pinerolo e Ispettore generale della cavalleria, investito del Nobile di Chieri e di Balì dell’Ordine di Malta, si spense a Pinerolo nel 1772.